# マルトフェルト
マルトフェルト (ドイツ語: Martfeld、低地ドイツ語: Mattfeld) は、ドイツ連邦共和国ニーダーザクセン州ディープホルツ郡のザムトゲマインデ・ブルーフハウゼン＝フィルゼンに属す町村（以下、本項では便宜上「町」と記述する）である。この町の人口は約2,700人である。

## 地理

### 位置
マルトフェルトはブレーメンの南約 30 km に位置している。

### 隣接する市町村
この町に隣接する市町村は、シュヴァルメ、ブルーフハウゼン＝フィルゼン（ともにディープホルツ郡）、ブレンダー（フェルデン郡）、ヒルガーミッセン、ホーヤ（ともにニーンブルク/ヴェーザー郡）である。

### 自治体の構成
マルトフェルトには以下の地区がある。
- マルトフェルト
- フーシュテット: 小さな地区で、村の公民館、射撃場、模型飛行機の飛行場がある。
- クライネンボルステル
- ローゲ
- ツッシェンドルフ

## 歴史
この村は、1179年に、教皇アレクサンデル3世の文書に初めて記録されている。この文書中の、牧草地と森（「エヒターカンプ」）に接する 「… CURTIS in MERDVELDE cum CAPELLA et PERTINENTIIS SUIS …」（礼拝堂とその付属建造物を含むマルトフェルトの農場）という記述は、現在もその町の中心部の光景である。この他に、隣接するシュヴァルメとの間で長年にわたる「戦い」があった。詳細は2つの町の標識の間にある記念碑に記されている。それは、現在はマルトフェルトに属している荒れ地を巡る争いであった。

### 町村合併
1974年3月1日にフーシュテットとクライネンボルステルが合併した。

## 行政

### 議会
マルトフェルトの町議会は、13人の議員で構成されている。

### 紋章
図柄: 斜めに金地と赤地に二分割。上部に黒い風車、下部に1本の塔を持つ黒い屋根の金色の教会が描かれている。左下（向かって右下）に金地の小楯が配されている。小楯の中には、短い部分を互いに背ける形で斜め十字に組み合わされた2本の黒い曲尺。これは斜めの切り口で切られた横帯によって結ばれて三角形を形成している。

### 姉妹自治体
- ラ・バゾージュ（フランス語版、英語版）（フランス、サルト県）1975年[5]

## 文化と見所

### 建築

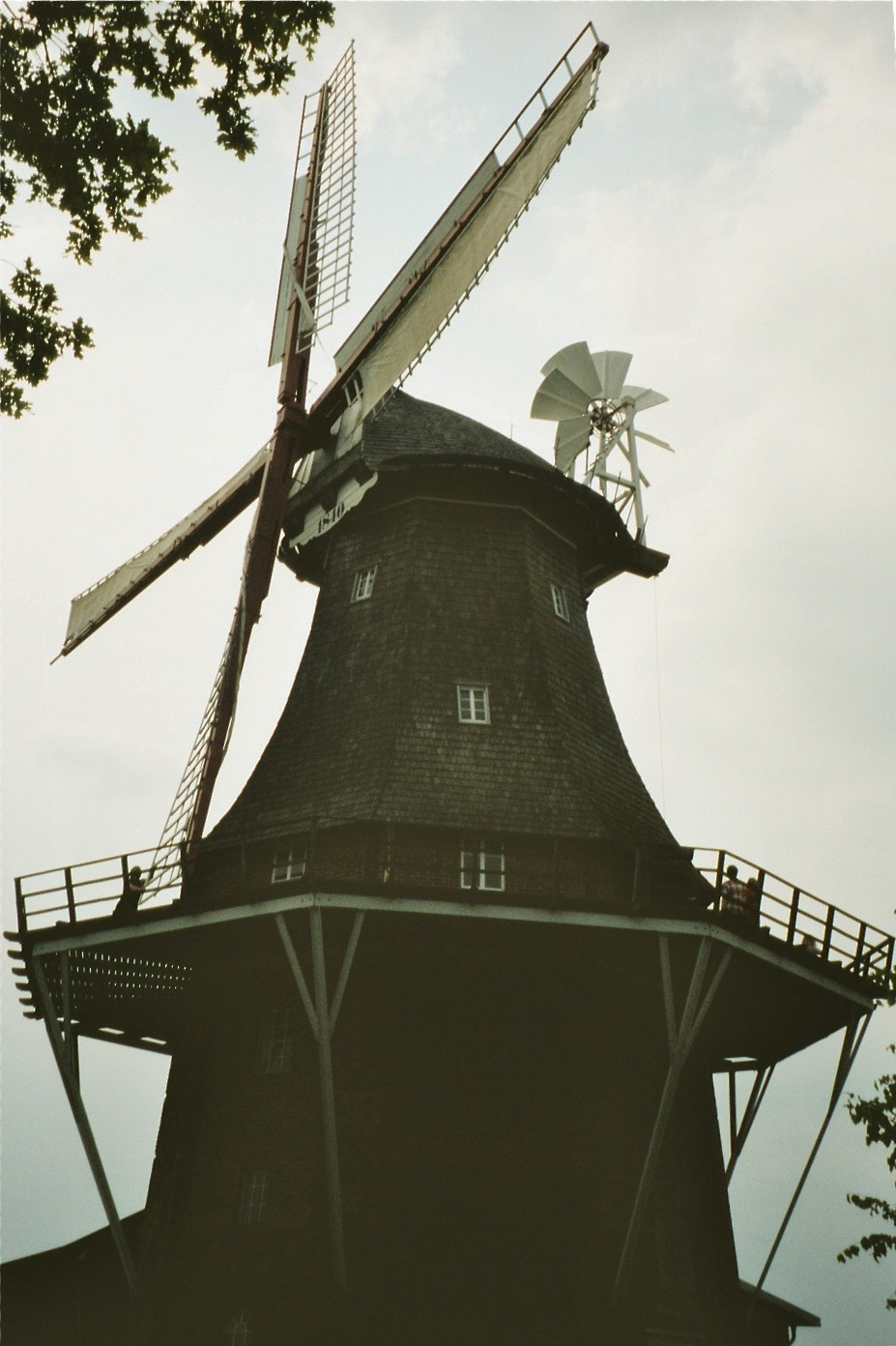
フェルトミューレ

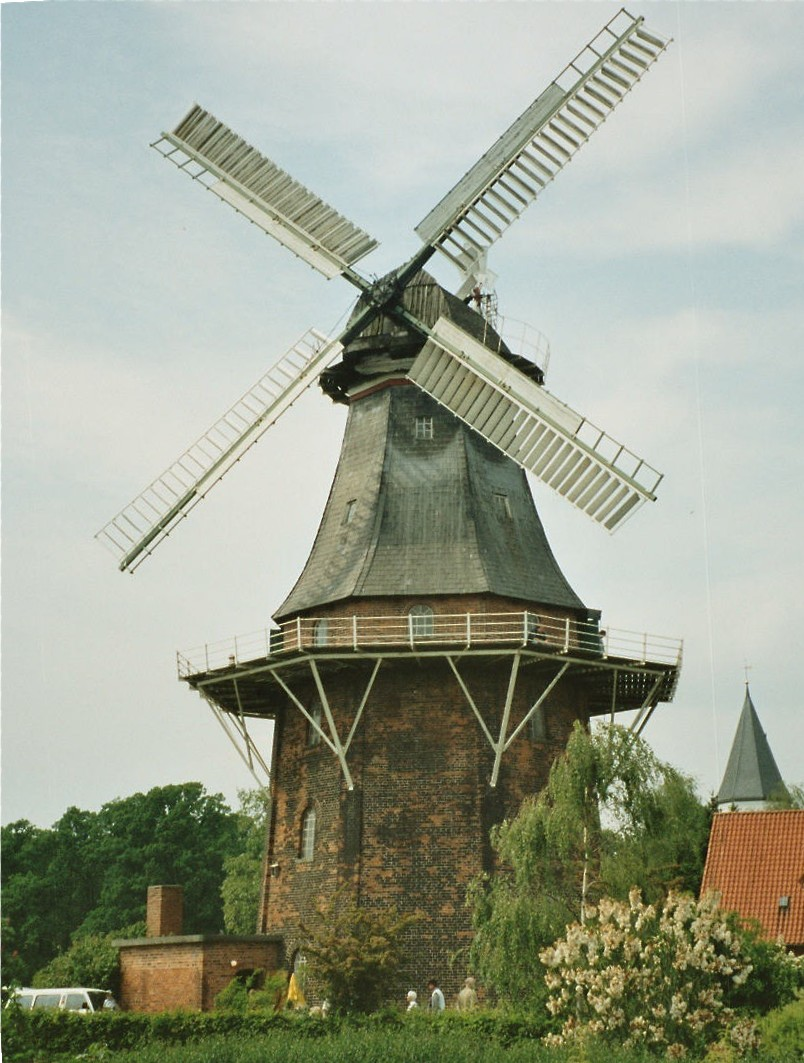
フェーゼンフェルトシェ・ミューレ

- フェルトミューレ・マルトフェルト（風車）は、1583年に初めて記録されている。このボックヴィントミューレ（ドイツ語版、英語版）は、1827年に現在の所有者の祖先が購入した。1840年に4階建てで回廊を持つオランダ式風車に改築された。1851年に落雷によって完全に焼け落ち、同年新たに再建された。1957年に羽根、風向計、伝動装置が取り外された。1992年に風車の完全な修復が開始され、1997年に外側の、1999年に内部の修復が完了した。この風車は本ザムトゲマインデ内で最も古い風車である。
- フェーゼンフェルトシェ・ミューレ（風車）は1871年に4階建てで回廊を持つオランダ式風車として建設された。この風車は1904年に顧客不足のため売却された。粉挽きは1971年まで続けられた。この風車は1991年に修復され、粉挽きの機構は保存された。この風車は結婚式にも用いられる[6]。
- 保護文化財に指定されている福音主義ルター派のカタリーネン教会は1811年から1813年に、中世の先代の教会があった場所に古典主義様式で建設された。

### 演劇
- レストラン「ゾラー」では毎年低地ドイツ語による演劇公演が行われていた。レストランとステージは2018年から閉鎖されている。
- 1997に「カスタニー」が演劇＝レストランとして、営業を開始した。この小劇場の舞台では多くのコンサートや演劇上演が行われている。

### 公共スペースの芸術作品
- ドルフプラッツ（直訳: 村の広場）に、1999年からジーケの芸術家エルザ・テーベルマンとヘニング・グレーフェにより特殊鋼で創られた像「エントファルトゥング」（直訳: 発展）がある。

#### 「ブンテ・ヴェーク」
郷土・美化協会 (HVV) の作業グループは、色彩豊かな道端、堤防、生け垣、畑の保持と手入れ、さらには、たとえば「マルトフェルトの植物の日」など様々な活動を行っている。

## 経済と社会資本

### 公共機関
マルトフェルトには養護施設が1箇所ある。最寄りの病院は、フェルデン (アラー)のアラー＝ヴェーザー＝クリニークおよびクリニークム・バッスム（聖アンスガー病院連合）である。

### 教育
- 第1学年から第4学年までの基礎課程学校がある。